# Garanti Koza Sofia Open 2016
Il Garanti Koza Sofia Open 2016 è stato un torneo di tennis giocato sul cemento indoor nella categoria ATP Tour 250 nell'ambito dell'ATP World Tour 2016. È stata la prima edizione del Torneo di Sofia. Si è giocato all'Arena Armeec di Sofia, in Bulgaria, dall'1 al 7 febbraio 2016.

## Partecipanti

### Teste di serie
| Nazionalita | Giocatore              | Ranking* | Testa di serie |
| ----------- | ---------------------- | -------- | -------------- |
| Spagna      | Roberto Bautista Agut  | 21       | 1              |
| Serbia      | Viktor Troicki         | 26       | 2              |
| Spagna      | Guillermo García López | 27       | 3              |
| Italia      | Andreas Seppi          | 29       | 4              |
| Germania    | Philipp Kohlschreiber  | 34       | 5              |
| Lussemburgo | Gilles Müller          | 38       | 6              |
| Slovacchia  | Martin Kližan          | 43       | 7              |
| Francia     | Adrian Mannarino       | 48       | 8              |

* Ranking al 18 gennaio 2016.

### Altri partecipanti
I seguenti giocatori hanno ricevuto una wild card per il tabellone principale:
- Marsel İlhan
- Dimitar Kuzmanov
- Alexander Lazov

I seguenti giocatori sono entrati nel tabellone principale passando dalle qualificazioni:

- Mirza Bašić
- Daniel Brands
- Marius Copil
- Thomas Fabbiano

## Campioni

### Singolare
Roberto Bautista Agut ha battuto in finale  Viktor Troicki con il punteggio di 6–3, 6–4.
- È il quarto titolo in carriera per Bautista Agut, secondo della stagione.

### Doppio
Wesley Koolhof /  Matwé Middelkoop hanno sconfitto in finale  Philipp Oswald /  Adil Shamasdin con il punteggio di 5–7, 7–6(9), [10–6].